# Museo della Fondazione scienza e tecnica
Il Museo della Fondazione Scienza e Tecnica di Firenze costituisce la più grande raccolta in Italia e una tra le più complete in Europa di strumenti per lo studio e la didattica della fisica della seconda metà dell’Ottocento. Comprende il Gabinetto di fisica e il Gabinetto di storia naturale. Fanno parte del Museo anche la Biblioteca ed il Planetario.

## Gabinetto di fisica
Filippo Corridi, primo direttore dell’Istituto Tecnico dal 1850 al 1859, acquisì, come necessario supporto ai programmi d’insegnamento, una consistente collezione di strumenti tecnico scientifici
L’obiettivo era «promuovere lo studio delle scienze d’applicazione, e il progresso delle utili industrie delle arti e delle lavorazioni».
Dalla metà dell'Ottocento ai primi anni del Novecento, la collezione fu arricchita in modo costante. Gli apparecchi furono acquistati presso i più rinomati costruttori francesi, tedeschi e inglesi, poiché in Italia all’epoca quasi nessuno era in grado di produrre strumentazioni scientifiche di ottima qualità. 
Per ovviare a questa mancanza, era stata istituita un'officina di meccanica così da provvedere sia alle necessità interne, con la costruzione di alcuni degli apparecchi necessari all'insegnamento e la manutenzione della collezione, sia per rifornire altri istituti. L'Officina costruì e progettò svariati apparecchi e progetti, permettendo inoltre all'Istituto di presentarsi all'Esposizione Universale di Parigi del 1867 con due modelli facenti parte oggi della raccolta di meccanica.
Oggi si presenta completamente restaurato, aperto al pubblico con lo scopo di conservare e mostrare l’assetto originario di un laboratorio ottocentesco.
Le collezioni non sono disposte per ordine cronologico ma di appartenenza: meccanica, pneumatica, acustica, termologia, ottica ed elettromagnetismo, in locali quasi identici a quelli di fine Ottocento.

### Storia
Fin dalla sua costituzione, il Gabinetto fu fornito «di quanto può più specialmente abbisognare per le dimostrazioni della scuola, e per le esperienze più delicate; e come tra tanti utili strumenti siano degni di particolare menzione: il catetometro di Perreaux, un eudiometro di Regnault, la macchina di Natterer per la liquefazione dei gas, il gran banco di Duboscq per la proiezione dei fenomeni luminosi, la macchina d’induzione di Ruchmkorff, il fotometro di Babinet, la macchina di Wheatstone, l’apparecchio per la proiezione dei disegni fantascopici di Duboscq, il microscopio dell’Amici».
Nel 1857 si tenne la prima lezione e, in particolar modo grazie alle lezioni serali di Gilberto Govi professore di fisica tecnologica, il Gabinetto fu continuamente arricchito di nuovi strumenti necessari allo studio della fisica sperimentale.
Dal 1871 al 1878, Antonio Roiti ordinò le collezioni strumentarie esistenti secondo il metodo della fisica classica e dette nuovo impulso all’insegnamento della Fisica sperimentale favorendo così nuovi importanti acquisti soprattutto per l’elettricità e l’ottica.
Per merito suo, il Gabinetto di fisica divenne così un luogo di eccellenza per la didattica e la sperimentazione della fisica a Firenze, ruolo che mantenne fino ai primi decenni del Novecento.
Quando Roiti lasciò l’insegnamento all’Istituto per l'Università di Palermo, la consistenza del Gabinetto era la seguente:
| Strumenti al Gabinetto di fisica nel 1878 |     |
| ----------------------------------------- | --- |
| Mobili, sostegni, tavole murali           | 33  |
| Utensili                                  | 33  |
| Oggetti di vetro e prodotti chimici       | 23  |
| Istrumenti di misura                      | 39  |
| Meccanica dei solidi                      | 59  |
| Meccanica dei fluidi                      | 72  |
| Azioni molecolari                         | 14  |
| Acustica                                  | 78  |
| Ottica                                    | 134 |
| Calore                                    | 75  |
| Magnetismo                                | 10  |
| Elettricità                               | 191 |
| Totale                                    | 738 |

Alcuni anni dopo, nel 1880, al suo rientro a Firenze alla cattedra di fisica dell’Università, Roiti, continuando l'opera di Emilio Villari, contribuì assieme ai suoi successori Adolfo Bartoli ed Eugenio Bazzi (1854-1921) ad un ulteriore sviluppo fino a comprendere più di 2.000 strumenti, macchine, modelli e modelli di macchine.

### Restauro e valorizzazione della collezione
Nel 1983 la Provincia di Firenze ha conferito a Paolo Brenni l’incarico di riordinare, catalogare e restaurare gli oggetti contenuti nel Gabinetto di fisica.
Circa la metà degli strumenti era in uno stato di conservazione discreto, ma necessitava comunque di una pulitura accurata e di minimi interventi di restauro; un quarto della collezione richiedeva restauri più complessi ed infine il restante degli strumenti era gravemente danneggiato. Inoltre molti apparecchi erano stati smembrati, o erano stati separati dai loro accessori e si trovavano dispersi nei mezzanini e nelle cantine dell’Istituto risultando quindi gravemente danneggiati.

Inoltre, se l'alluvione del 1966 aveva causato danni limitati nel Gabinetto di fisica, dove il livello dell’acqua aveva raggiunto circa mezzo metro, aveva però completamente allagato le cantine, sommergendo tutto quanto vi era contenuto.

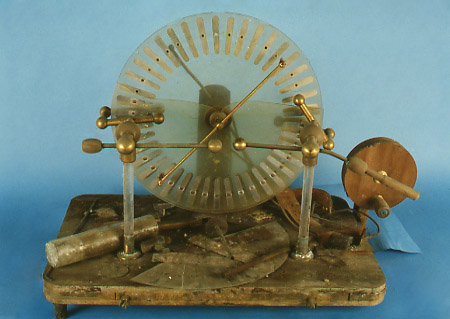
Macchina elettrostatica di Wimshurst prima del restauro

Con l'inizio dei lavori di riqualificazione, i restauratori si trovarono così a dover pulire gli strumenti incrostati con il fango dell'Arno.
Il laboratorio di restauro fu istituito in uno dei locali annessi al Gabinetto (in parte equipaggiato con macchine ed utensili rimasti dalla vecchia Officina di meccanica) dove, i vari strumenti sono stati sistematicamente smontati, ripuliti, restaurati e rimontati. Queste operazioni sono state accompagnate da un lavoro di studio e catalogazione condotto su testi e documenti, presenti in parte nella Biblioteca dell'Istituto, che illustrano gli strumenti e le loro particolarità costruttive. 

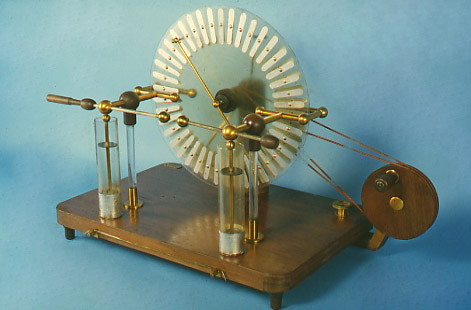
Macchina elettrostatica di Wimshurst dopo il restauro

Indispensabili ai restauri anche i materiali e i numerosissimi piccoli elementi (molle, pulegge, viti, fili elettrici ricoperti in seta, serrafili, tubi in vetro, ecc.) che, spesso risalenti alla fine del XIX secolo, si trovavano ancora negli armadi dell’Officina di Meccanica.
Durante i lavori sono stati ritrovati e ricomposti strumenti smontati che, già negli inventari di inizio Novecento, erano stati etichettati come “non trovati” o “eliminati”. Tali ritrovamenti si sono protratti fino ai giorni nostri. 
Nella maggior parte dei casi è stato possibile restaurare gli strumenti in modo da renderli ancora funzionanti. Ciò non è stato fatto solo quando il ripristino della funzionalità avrebbero richiesto interventi troppo invasivi e importanti. 
Al termine dei lavori di restauro, la collezione è tornata a raccogliere oltre il 90% degli strumenti menzionati negli inventari dell’inizio del Novecento, quando essa aveva raggiunto la sua massima espansione.
Attualmente viene monitorata con misuratori termoigrometrici e regolarmente ispezionata per controllare e monitorare eventuali attacchi biotederiogeni.
Il funzionamento e l’uso delle macchine e degli apparecchi storici, seppur in gran parte possibile, viene fortemente limitato per motivi di conservazione e concesso solo in casi straordinari. 
Riconoscendo l'efficacia comunicativa il Museo tramite la Fondazione Scienza e Tecnica, nel 2010 ha creato un canale YouTube. I video con sottotitoli inglesi e descrizioni in italiano, hanno lo scopo di documentare il funzionamento di alcuni strumenti originali offrendo così una risorsa per la didattica e la ricerca storica consultabile a livello mondiale. All'interno del percorso museale è possibile risalire al video esplicativo tramite un sistema di QRcode o durante alcuni laboratori.

### Il restauro dei locali e degli arredi
Le sale del Gabinetto di fisica e i locali del piano terreno dell’Istituto, per la parte dove si trova la Fondazione Scienza e Tecnica, fra il 2004 e il 2007, sono stati rinnovati, riallestiti, restaurati ed aperti al pubblico

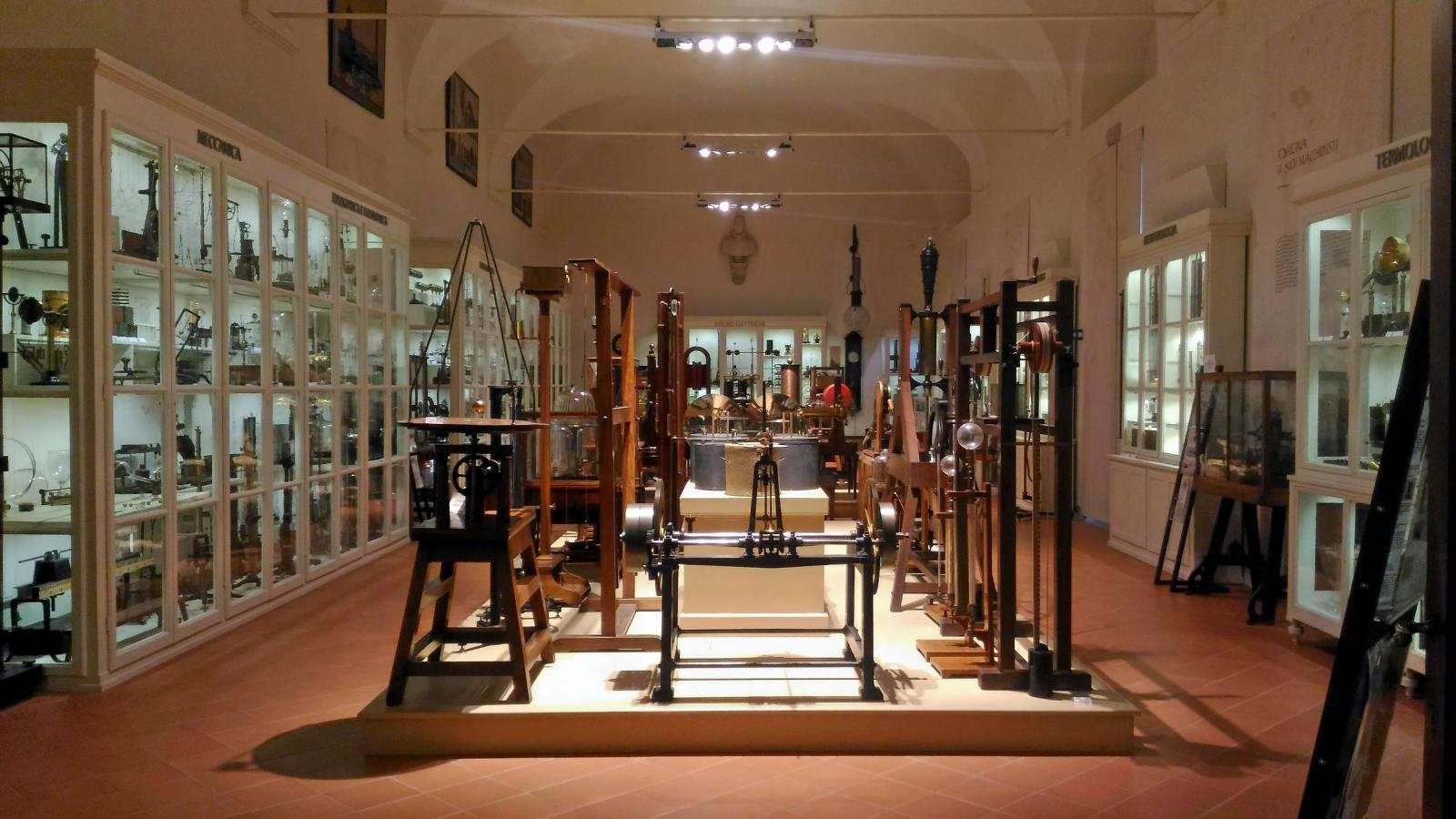
Aspetto di una sala del museo dopo il restauro

A seguito di un accurato intervento, anche gli armadi sono stati rimontati, ridipinti e dotati di illuminazione a LED che rispetta gli standard necessari alla loro migliore conservazione. Infine la collezione è stata ridisposta cercando di ricostruire accuratamente l’aspetto che presentava il Gabinetto di Fisica all’inizio del XX secolo, cosa che è stata possibile anche grazie ad una serie di fotografie storiche.
Lo “studio del direttore” dove sono conservati gli strumenti di ottica, la “galleria di meccanica” con le macchine e i modelli e il “salone” con gli apparecchi riguardanti la meccanica fisica, la pneumatica, la termologia, la meteorologia, il magnetismo e l’elettricità appaiono oggi al visitatore quasi identici alla situazione novecentesca.

## Gabinetto di storia naturale
Le collezioni di storia naturale, originariamente collocate all’interno del Museo Tecnologico furono allestite con lo scopo di permettere la conoscenza dei prodotti naturali, privilegiando l’associazione del loro uso e delle loro trasformazioni con i prodotti manifatturieri e le macchine necessarie alle lavorazioni.

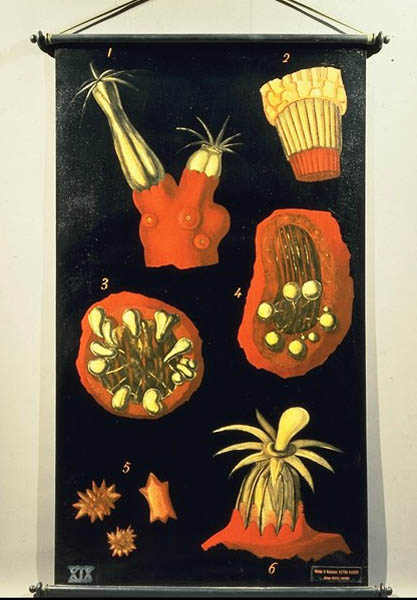
Olio su tela cerata di Egisto Tortori in cui sono illustrati particolari anatomici di corallo rosso e del suo ciclo di sviluppo.

A partire dal 1870, il direttore Silvestro Gherardi dette incarico al professore di Storia Naturale Pietro Marchi, di ordinare le collezioni del Museo Tecnologico inerenti alla sua materia, insieme ad altre collezioni naturalistiche presenti nell'Istituto. Pietro Marchi, con l'aiuto dei suoi assistenti, iniziò quindi un lavoro di classificazione e ordinamento che ebbe termine solamente nel 1875 con la redazione di 15 poderosi volumi di catalogo. Marchi, che succederà a Silvestro Gherardi nella direzione dell'Istituto, non solo provvide al nuovo ordinamento, ma, attraverso consistenti acquisti e donazioni, completò quelle collezioni che aveva trovato incomplete e ne predispose di nuove (i preparati di cera, la collezione di paleontologia, lo sviluppo della collezione zoologica, ecc.)
Nasce quindi il "Gabinetto di Storia Naturale con annesso Museo Tecnologico", con le collezioni suddivise in 8 ampie sale, accompagnate da tavole murali dipinte in tela cerata, così distribuite: 
- Sala di Mineralogia comprendente numerose collezioni di minerali e rocce, combustibili fossili, materiali da costruzione variamente levigati e lavorati, modelli cristallografici in vetro e legno.
- Sala di Geologia I collezioni litologiche-geognostiche della Toscana
- Sala di Geologia II collezioni di minerali di rame e di ferro di vari paesi europei
- Sala di Paleontologia raccolta di piante ed animali fossili, oltre 1050 esemplari
- Sala di Botanica I numerose collezioni di semi di graminacee, leguminose e poligonacee, per l'orticoltura e silvicoltura. Collezioni di the, caffè, cacao, ecc.
- Sala di Botanica II collezione di funghi in cera realizzata da Luigi Calamai nell'Officina ceroplastica fiorentina, numerosi erbari (Antoir, Bardi), 160 modelli Brendel di Berlino (fiori e altre parti di piante)
- Sala di Zoologia collezione dei più noti animali appartenente ai vari orini di vertebrati ed invertebrati, una collezione entomologica dei Guicciardini, preparati microscopici, una raccolta di oltre 100 modelli in vetro di molluschi, echinodermi, celenterati e di altri invertebrati marini eseguiti da Leopold e Rudolf Blaschka; infine una collezione di preparati in cera che dimostrano le malattie della vite e di altre produzioni agricole
- Salone delle Industrie con le collezioni dei prodotti industriali e manifatturieri per un totale di seimila titoli descritti nel catalogo e distinti in Mineralogia applicata (porcellane e maioliche antiche e moderne, marmi artificiali, vetro, asfalto, oli minerali, prodotti minerali e metalliferi, colori minerali e prodotti chimici minerali), Botanica applicata (legnami per varie industrie e prodotti, fibre tessili, paglie e carte, colori vegetali, prodotti chimici estratti dai vegetali adoperati nelle industrie e nella medicina, oli grassi e vegetali, saponi, gomma e gomme resine, prodotti cinesi e giapponesi, tessuti e ricami), Zoologia applicata (materie grasse e zuccherini animali, materie odorose animali, muschio, ambra, castoro, guano e concimi artificiali, colle e gelatine, lane, crini setole, penne, avorio, pellicce, cuoi e pelle conciate, seta e prodotti, spugne e coralli[3]

Queste collezioni, formatesi nel corso del XIX secolo e conservate nel corso di due secoli, vennero dimenticate per alcuni decenni e riscoperte poi solo negli anni '70 del 1900. Da allora è iniziato un lungo e paziente lavoro di riconoscimento, restauro, catalogazione e tutela tuttora in corso.
Attualmente la collezione del Gabinetto è visibile al pubblico generico solo in parte nel corridoio d'ingresso del museo; gli ambienti originali e l'intero patrimonio sono visitabili, previo appuntamento, per motivi di studio.

## Biblioteca
Fu istituita nel 1850 da Filippo Corridi che volle fin da subito affiancare un simile patrimonio alle cattedre di insegnamento. Vi vennero inizialmente trasferite le pubblicazioni tecnico-scientifiche dell’Accademia di Belle Arti; successivamente il direttore arricchì personalmente la raccolta con acquisti e doni, grazie anche ai suoi viaggi all'estero in occasione delle due grandi esposizioni universali di Londra del 1851 e di Parigi del 1855.

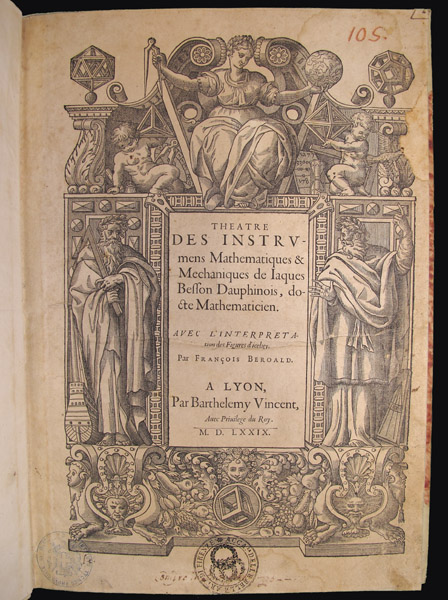
Frontespizio del volume Theatre des Instrumens Mathematiques & Mecchaniques de Iaques Beffon Dauphinois, pubblicato a Lione nel 1579

Si aggiunsero successivamente volumi doppi della Biblioteca Magliabechiana messi in vendita da Giuseppe Molini, cui era stato dato l’incarico di unificare le raccolte librarie granducali in Firenze.
La prima descrizione della biblioteca risale al 1859 e riporta le opere suddivise secondo le diverse materie di insegnamento, oltre ad un numero di opere di vario argomento per un totale di 2200 volumi. Tra questi figuravano anche quelli provenienti dall'Accademia di Belle Arti e donati alla nuova biblioteca al momento della nascita dell'Istituto e che ancora oggi sono conservati presso il Museo della Fondazione Scienza e Tecnica, facilmente identificabili dalle tre corone di alloro simbolo dell'Accademia.
Numerose furono le donazioni di eminenti scienziati, non solamente toscani, del Granduca e dei governi di Francia e Inghilterra. Tra il 1870 e il 1888 vennero acquisiti oltre 15000 volumi con l’intento di costituire una biblioteca di aggiornamento per gli insegnanti.
Il patrimonio librario continuò ad essere incrementato fino agli anni immediatamente successivi alla prima guerra mondiale.
La biblioteca raccoglie un cospicuo numero di opere che rappresentano la conoscenza tecnico-scientifica italiana ed europea dell’Ottocento: sono infatti documentate discipline quali agronomia e silvicoltura, chimica, fisica e astronomia, matematica, meccanica idraulica, storia naturale, topografia, costruzioni, economia e statistica, per un totale di circa 30.000 tra volumi, opuscoli e periodici.
La Biblioteca possiede inoltre un patrimonio grafico consistente in disegni e litografie e una pregevole raccolta di carte geografiche e topografiche.

### Archivio fotografico
La Biblioteca gestisce l’intero fondo fotografico che conserva materiale antico e moderno, suddiviso in due sezioni: l’archivio storico e l’archivio moderno.
L'Archivio Storico conserva il materiale appartenuto all’Istituto Tecnico “Galileo Galilei”, diretto erede dell’antico Istituto Tecnico Toscano. Comprende vari ritratti di professori ed alunni della scuola e una raccolta di diapositive didattiche su lastre.
L'Archivio Moderno custodisce più di 3000 immagini che riproducono gli oggetti (strumenti, reperti, modelli, preparati, manufatti) delle collezioni di fisica, scienze naturali e arti e manifatture, le raccolte grafiche e alcuni frontespizi ed illustrazioni di libri della biblioteca. Il materiale fotografico è consultabile on line e contiene una selezione di immagini corredate ciascuna da informazioni sulle caratteristiche delle riprese fotografiche

## Planetario

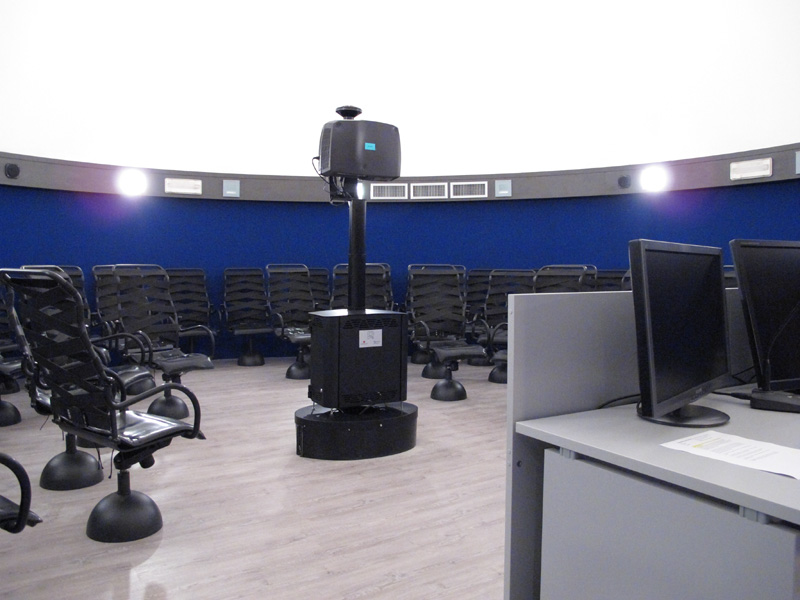
Stanza del Planetario del Museo

Nel 2001, presso la Fondazione Scienza e Tecnica, è stato inaugurato il Planetario di Firenze. La macchina planetaria, uno ZKP prodotto dalle officine Zeiss, era ospitato all'interno di una cupola di 8 metri di diametro, capace di accogliere 54 persone.
Nel 2017, con il sostegno della Fondazione Cassa di Risparmio di Firenze, è stato acquistato uno strumento digitale all'avanguardia, Digistar Lite, che consente, tra l'altro, la proiezione full dome anche di video tematici e garantisce la possibilità di percorsi mirati interattivi.

## Attività di restauro
Oltre al restauro degli strumenti del Gabinetto di Fisica, il Museo nel corso degli anni ha collaborato con altre istituzioni che si sono rivolte alla Fondazione Scienza e Tecnica per restaurare parzialmente o totalmente le loro collezioni. 
Tra i numerosi strumenti restaurati alcuni hanno una particolare importanza storica e scientifica, fra essi si ricordano: 
- Cerchio di Ramsden dell'Osservatorio Astronomico "G.S. Vaiana" di Palermo (INAF)
- Meteorografo di Padre Angelo Secchi conservato all'Osservatorio Astronomico di Roma (Monteporzio)
- Planetario di B. Martin dell'Osservatorio Astronomico di Roma (Monteporzio)
- Modello di Locomotiva a vapore del Museo di Fisica dell'Università Federico II di Napoli
- Accendilume di Volta del Liceo Classico A. Volta, Como
- Macchina a onde di C. Wheatstone, Como
- Telescopio di Merz all'Osservatorio astrofisico di Arcetri (INAF)
- Macchina planetaria di Giovanni Albrici del Liceo Classico "Paolo Sarpi" Bergamo